# Lorena (chanson)
Pour les articles homonymes, voir Lorena.
Lorena est une chanson américaine du Sud d'avant-guerre, originaire de l'Ohio. Les paroles sont écrites en 1856 par le révérend Henry DL Webster, après des fiançailles rompues. Il écrit un long poème sur sa fiancée Ella Blocksom, mais change d'abord son nom en « Bertha », puis plus tard en « Lorena », peut-être une adaptation de « Lenore » du poème d'Edgar Allan Poe Le Corbeau. L'ami de Henry Webster, Joseph Philbrick Webster, compose la musique et la chanson est publiée pour la première fois à Chicago en 1857. Elle devient l'un des chants favoris des soldats des deux camps pendant la guerre de Sécession. Les membres du Western Writers of America la choisissent parmi les 100 meilleures chansons occidentales de tous les temps.

## Histoire
Lorena est basée sur l'amour du parolier pour une fille de Zanesville, dans l'Ohio nommée Ella Blocksom.
Ses parents étant décédés, Blocksom vit avec son beau-frère et sa sœur, M. et Mme Henry Blandy. La famille fréquente l'église universaliste de Zanesville où le révérend Henry DeLafayette Webster est le pasteur. Blocksom attire l'attention du jeune prédicateur et ses sentiments deviennent plus que simplement pastoraux. Henry Blandy et son frère Fred sont copropriétaires de la fonderie Blandy à Zanesville. En tant que riche et éminent membre de la communauté, il n'accepte pas de voir sa belle-sœur s'attacher de manière romantique à un pauvre pasteur et il intervient donc pour mettre fin à cette relation. Blocksom dit à Webster qu'ils doivent se séparer et lui donne une lettre contenant la phrase « Si nous essayons, nous pouvons oublier », qui trouve sa place dans la chanson. M. Webster, maintenant le cœur brisé, démissionne de son pastorat et quitte Zanesville. En 1856, Webster rencontre Joseph P. Webster (qui compose plus tard la musique de « [In the] Sweet By-and-By »). JP Webster cherche les paroles d'une chanson qu'il est en train d'écrire et Henry Webster répond en écrivant une ballade sur son amour perdu, changeant son nom d'Ella en Bertha. Le compositeur exige un nom de trois syllabes, Henry Webster le change alors à nouveau, cette fois en Lorena. La chanson est publiée en 1857 par Higgins Brothers of Chicago et devient par la suite connue dans toute l’Amérique.
En 1854, Martha Ella Blocksom épouse William Wartenbee Johnson, juge à la Cour suprême de l'Ohio de 1879 à 1886. Elle meurt en 1917 et est enterrée au cimetière Woodland à Ironton (Ohio).
Henry DL Webster se marie également, a quatre enfants et devient finalement ministre d'une église unitarienne à Chicago (Illinois). Il meurt en 1896 et y est enterré.
Pendant la guerre de Sécession, les soldats des deux côtés du conflit pensent à leurs femmes et petites amies restées chez eux lorsqu'ils entendent la chanson Lorena. Un officier confédéré attribue même la défaite du Sud à la chanson. Il estime qu'en entendant la triste ballade, les soldats ont tellement le mal du pays qu'ils perdent leur efficacité en tant que force de combat.
Après leur défaite à la bataille d'Atlanta, le général confédéré John Hood et ses hommes chantent tristement la chanson en quittant la ville.

## Paroles
Oh, the years creep slowly by, Lorena,

The snow is on the ground again.

The sun's low down the sky, Lorena,

The frost gleams where the flow'rs have been.

But the heart beats on as warmly now,

As when the summer days were nigh.

Oh, the sun can never dip so low

A-down affection's cloudless sky.

A hundred months have passed, Lorena,

Since last I held that hand in mine,

And felt the pulse beat fast, Lorena,

Though mine beat faster far than thine.

A hundred months, 'twas flowery May,

When up the hilly slope we climbed,

To watch the dying of the day,

And hear the distant church bells chime.

We loved each other then, Lorena,

Far more than we ever dared to tell;

And what we might have been, Lorena,

Had but our loving prospered well --

But then, 'tis past, the years are gone,

I'll not call up their shadowy forms;

I'll say to them, "Lost years, sleep on!

Sleep on! nor heed life's pelting storms."

The story of that past, Lorena,

Alas! I care not to repeat,

The hopes that could not last, Lorena,

They lived, but only lived to cheat.

I would not cause e'en one regret

To rankle in your bosom now;

For "if we try we may forget,"

Were words of thine long years ago.

Yes, these were words of thine, Lorena,

They burn within my memory yet;

They touched some tender chords, Lorena,

Which thrill and tremble with regret.

'Twas not thy woman's heart that spoke;

Thy heart was always true to me:

A duty, stern and pressing, broke

The tie which linked my soul with thee.

It matters little now, Lorena,

The past is in the eternal past;

Our heads will soon lie low, Lorena,

Life's tide is ebbing out so fast.

There is a Future! O, thank God!

Of life this is so small a part!

'Tis dust to dust beneath the sod;

But there, up there, 'tis heart to heart.

## Utilisation dans des médias plus récents

### Film
Une version instrumentale apparaît dans le film Autant en emporte le vent (1939) lorsque Scarlett O'Hara tient le stand du bal de charité dans sa tenue de deuil et que Rhett Butler la poursuit alors qu'elle essaie de l'éviter.
La mélodie apparaît dans deux films de John Ford. Elle estt utilisée par le compositeur Max Steiner pour représenter le retour à la maison dans diverses scènes du western de 1956 La Prisonnière du désert[réf. nécessaire]. Le compositeur David Buttolph utilise la mélodie pour représenter une séparation douce-amère à la fin du western de 1959 Les Cavaliers[réf. nécessaire].
Dans la mini-série Lonesome Dove de 1989, la mélodie est utilisée en arrière-plan alors que Gus McCrae est en train de mourir, apparemment jouée sur un piano de bordel.
L'air de la chanson est utilisé dans la scène du saloon vers le début du film Cowboys et Envahisseurs de 2012, joué au violon. Le patron du salon dit au violoneux qu'elle est trop mélancolique et lui demande de jouer un air différent. Vers la fin du film, le pianiste joue une version optimiste de la chanson et la foule célèbre sa victoire sur les extraterrestres en dansant sur cette chanson[réf. nécessaire].
La chanson est aussi présente dans un film mettant en scène Colin Farrell et Nicole Kidman, sorti en 2017, Les Proies.

### Télévision
La mélodie représente une grande partie de la bande-son de plusieurs épisodes du documentaire de Ken Burns The Civil War de 1990, et elle est considérée comme une mélodie que les soldats fédéraux et confédérés aimaient particulièrement.
La chanson se fait entendre de nombreuses fois dans une sous-intrigue de la série télévisée So Weird (saison 1, épisode 4 : « Sacrifice »)[réf. nécessaire].
Elle est utilisée comme musique de fond à l'harmonica dans la série télévisée Wagon Train, épisode « The Clementine Jones Story » (1961), avec Ann Blyth (dans le rôle de Clementine Jones) chantant une interprétation de la chanson.
Elle est également utilisée comme musique de fond dans la série dramatique de PBS sur la guerre de Sécession Mercy Street, lors d'une scène dans laquelle les personnages du Dr Jedediah Foster (Josh Radnor) et de l'infirmière Anne Hastings (Tara Summers) visitent un campement de l'Union pour soigner un général malade.

### Jeux vidéo
Dans le jeu vidéo western Red Dead Redemption 2 de 2018, on peut entendre le personnage de Karen Jones chanter la chanson autour d'un feu de camp.

## Enregistrements
- Lorena est enregistrée en 1961 par Tennessee Ernie Ford pour son album Tennessee Ernie Ford Sings Civil War Songs of the South, sorti à l'occasion du centenaire de la guerre.
- Une version de Johnny Cash est incluse sur l'album de compilation Johnny Cash – 1970, sorti en Australie en 1969[2].
- La version instrumentale de Molly Mason, Jay Ungar et Matt Glaser utilisée dans le documentaire de Burns The Civil War est disponible sur l'album de la bande originale qui accompagne la série.
- Une version instrumentale est enregistrée et publiée par The Seldom Scene dans l'album de 1986, enregistré en direct au Kennedy Center, Washington DC.
- Lorena est enregistrée par le Mormon Tabernacle Choir en 1961 et 1962[3].